# Адольф Отто Рейнгольд Віндаус
Адольф Отто Рейнгольд Віндаус (нім. Adolf Otto Reinhold Windaus; 25 грудня 1876, Берлін — 9 червня 1959, Геттінген) — німецький біохімік і хімік-органік.

## Біографія
Адольф Отто Рейнгольд Віндаус народився в Берліні. Його батько, Адольф Віндаус, походив з сім'ї текстильних фабрикантів, а мати, Маргарет (Ельстер) Віндаус, — з родини майстрів художнього промислу. Хлопчик здобув середню освіту у французькій гімназії в Берліні, де в основному вивчалася література, а науці приділялося дуже мало часу. Але Віндаус, натхненний книгами про відкриття в галузі бактеріології, зроблені Робертом Кохом і Луї Пастером, вирішив стати лікарем.
У 1895 р. Віндаус розпочав вивчення медицини в Берлінському університеті. Водночас він відвідував лекції хіміка Еміля Фішера, чий інтерес до застосування хімії у фізіології імпонував Віндаусу. Склавши в 1897 р. вступний іспит з медицини, Віндаус продовжив навчання у Фрайбурзькому університеті. Він вивчав хімію у відомого німецького науковця Генріха Кіліані й, вирішивши розлучитися з колишніми планами на медичну кар'єру, написав дисертацію з серцевих отрут дигіталісу. За цю роботу йому 1899 року був присвоєний докторський ступінь з хімії.
Відслуживши рік на військовій службі в Берліні, Віндаус повернувся до Фрайбурга, де у 1903 р. став лектором, а три роки потому — асистент-професором. 1913 року його призначили професором прикладної медичної хімії в Інсбруцькому університеті в Австрії. 1915 року Віндаус повернувся до Німеччини, обійнявши посаду професора хімії й директора лабораторії загальної хімії (нині Хімічний інститут) Геттінгенського університету, де пропрацював 29 років.
Помер вчений у віці 82 років в Геттінгені в 1959 р.

## Родина
У 1915 р. Віндаус одружився з Елізабет Реса. Від цього шлюбу у них народилися два сини й донька.

## Наукова діяльність
Головним напрямком досліджень, які проводив Віндаус, було встановлення зв'язку між біологічно важливими хімічними речовинами. Кіліані запропонував йому зайнятися вивченням будови холестерину. У той час мало що було відомо про структуру та функції цієї широко розповсюдженої речовини, і Віндаус вважав, що вона має бути тісно пов'язаною з іншими біологічними сполуками, відомими під назвою «стерини». Стерини — (складні органічні сполуки, які не містять азоту й складаються з чотирьох плоских кілець з різними бічними ланцюгами) — зустрічаються в різних формах клітин тварин, рослин і грибів. Найвідоміший з них, холестерин, був вперше виявлений ув жовчному камені людини. Холестерин часто пов'язують з серцевими захворюваннями й артеріосклерозом, він зустрічається у великих кількостях у клітинах мозку й корі надниркових залоз.
На початку XX ст. Генріх Віланд, вивчаючи жовчні кислоти, виділив сполуку, названу холановою кислотою. 1919 року Віндаус отримав таку ж кислоту з холестерину, довівши цим хімічну спорідненість холестерину й жовчних кислот. Залишалося незрозумілим, чи відповідає встановлена хімічна спорідненість цьому біологічному зв'язку.
У цей період своєї наукової діяльності Віндаус зацікавився вивченням вітамінів — органічних речовин, необхідних організму людини і тварин для нормального росту та забезпечення життєдіяльності.

## Нагороди
1928 року вчений був відзначений Нобелівською премією з хімії «За роботи з вивчення будови стеринів і їхні зв'язки з вітамінною групою». У своїй вступній промові від імені Шведської королівської академії наук X. Г. Седербаум сказав: «У результаті терплячої й висококваліфікованої роботи Віндаусу вдалося отримати в чистому вигляді декілька дигіталіс-глюкозидів і їхніх сполук … Таким чином, було доведено, що ці серцеві отрути рослинного походження безпосередньо пов'язані, з одного боку, з холестерином і жовчними кислотами, а з іншого — з серцевою отрутою тваринного походження, буфотоксином, який з великим успіхом вивчав Генріх Віланд». Далі Седербаум підкреслив важливе значення проведених досліджень Віндаусом вітаміну D.
Віндаус отримав безліч нагород, у тому числі медаль Луї Пастера Французької академії наук (1938), медаль Гете — Інституту Гете (1941) і німецький урядовий великий орден «За заслуги» із зіркою (1956). Був почесним доктором Геттінгенського, Мюнхенського, Фрайбурзького і Ганноверського університетів, членом Геттінгенської академії наук.